# Serie C NFLI 2006
La Serie C NFLI 2006 è stata la terza edizione del quarto livello del campionato italiano di football americano (seconda con la denominazione Serie C, prima edizione a 8 giocatori); è stato organizzato dalla NFL Italia.

## Squadre partecipanti
| Club               | Città (prov.)              | Stadio | Sponsor ufficiale | Risultato nella stagione 2005                   |
| ------------------ | -------------------------- | ------ | ----------------- | ----------------------------------------------- |
| Dragons San Vito   | San Vito dei Normanni (BR) |        |                   | Inattivi                                        |
| Eagles Salerno     | Salerno                    |        |                   | Esordio nel 2006                                |
| Spiders Salento    | Lecce                      |        |                   | Esordio nel 2006                                |
| Trucks Bari        | Bari                       |        |                   | 4º posto in regular season Serie C (Girone Sud) |
| Wild Dogs Lanciano | Lanciano (CH)              |        |                   | Inattivi                                        |

## Regular season

### Classifica
| Pos. | Squadra            | %V   | G | V | N | P | PF  | PS  |
| ---- | ------------------ | ---- | - | - | - | - | --- | --- |
| 1    | Eagles Salerno     | .750 | 4 | 3 | 0 | 1 | 132 | 32  |
| 2    | Trucks Bari        | .750 | 4 | 3 | 0 | 1 | 101 | 35  |
| 3    | Dragons San Vito   | .750 | 4 | 3 | 0 | 1 | 86  | 52  |
| 4    | Spiders Salento    | .250 | 4 | 1 | 0 | 3 | 33  | 132 |
| 5    | Wild Dogs Lanciano | .000 | 4 | 0 | 0 | 4 | 16  | 117 |

## Playoff
|  | Semifinali | Semifinali       | Semifinali |             |    | II C Bowl      | II C Bowl | II C Bowl |  |
|  |            |                  |            |             |    |                |           |           |  |
|  | 1          | Eagles Salerno   | 35         |             |    |                |           |           |  |
|  | 1          | Eagles Salerno   | 35         |             |    |                |           |           |  |
|  | 3          | Dragons San Vito | 12         |             |    |                |           |           |  |
|  | 3          | Dragons San Vito | 12         |             | 1  | Eagles Salerno | 10        |           |  |
|  |            |                  |            |             | 1  | Eagles Salerno | 10        |           |  |
|  |            |                  | 2          | Trucks Bari | 22 |                |           |           |  |
|  | 2          | Trucks Bari      | 2          | Trucks Bari | 22 | 48             |           |           |  |
|  | 2          | Trucks Bari      |            |             |    |                |           |           |  |
|  | 4          | Spiders Salento  | 0          |             |    |                |           |           |  |

### II C Bowl
Il II C Bowl si è disputato l'11-12 giugno 2006 allo Stadio della Vittoria di Bari. L'incontro è stato vinto dai Trucks Bari sugli Eagles Salerno con il risultato di 22 a 10.

## Verdetti
- Trucks Bari vincitori del C Bowl.